# Espen Andersen (ur. 1993)
Espen Andersen (ur. 28 października 1993 w Bærums Verk) – norweski dwuboista klasyczny, dwukrotny medalista olimpijski, dwukrotny medalista mistrzostw świata, brązowy medalista mistrzostw świata juniorów.

## Kariera
Po raz pierwszy na arenie międzynarodowej Espen Andersen pojawił się 16 lutego 2009 roku w Szczyrku, kiedy zajął 17. miejsce w zawodach juniorów w sprincie. W lutym 2012 roku wystartował na mistrzostwach świata juniorów w Erzurum, zdobywając brązowy medal w tej samej konkurencji. Na tych samych mistrzostwach był czwarty w sztafecie oraz piąty w zawodach metodą Gundersena. Wystąpił też na rozgrywanych rok później mistrzostwach świata juniorów w Libercu, gdzie wraz z kolegami był szósty w sztafecie, a w Gundersenie zajął 29. miejsce.
W Pucharze Świata zadebiutował 15 marca 2013 roku w Oslo, zajmując 47. miejsce w Gundersenie. Pierwsze punkty wywalczył blisko rok później, 8 marca w tym samym mieście, zajmując 20. miejsce. Na początku sezonu 2016/2017, 3 grudnia 2016 roku w Lillehammer po raz pierwszy znalazł się w czołowej dziesiątce, kończąc zawody na szóstej pozycji. W kolejnych startach indywidualnych jeszcze pięciokrotnie plasował się w pierwszej dziesiątce, a w zawodach drużynowych raz stanął na podium: 2 grudnia w Lillehammer był drugi w sztafecie. Ostatecznie w klasyfikacji generalnej zajął 15. miejsce. Pierwsze indywidualne podium wywalczył w pierwszych zawodach sezonu 2017/2018, 24 listopada 2017 roku w Ruce wygrał w Gundersenie na 5 km. Wyprzedził tam swego rodaka, Jana Schmida i Akito Watabe z Japonii. W kolejnych startach sezonu jeszcze jeden raz stanął na podium: 3 grudnia 2017 roku w Lillehammer ponownie był najlepszy. Ostatecznie zajął dziewiąte miejsce w klasyfikacji generalnej.
W lutym 2018 roku wystąpił na igrzyskach olimpijskich w Pjongczangu, gdzie wspólnie z Janem Schmidem, Jarlem Magnusem Riiberem i Jørgenem Gråbakiem wywalczył srebrny medal w sztafecie. Był też dziesiąty na normalnej skoczni, a na dużym obiekcie zajął 22. miejsce.

## Osiągnięcia

### Igrzyska olimpijskie
| Miejsce | Dzień     | Rok  | Miejscowość | Konkurencja           | Wynik zwycięzcy | Strata  | Zwycięzca       |
| ------- | --------- | ---- | ----------- | --------------------- | --------------- | ------- | --------------- |
| 10.     | 14 lutego | 2018 | Pjongczang  | Gundersen HS109/10 km | 24:51,4         | +1:13,7 | Eric Frenzel    |
| 22.     | 20 lutego | 2018 | Pjongczang  | Gundersen HS140/10 km | 23:52,5         | +2:44,3 | Johannes Rydzek |
| 2.      | 22 lutego | 2018 | Pjongczang  | Sztafeta HS140/4x5 km | 46:09,8         | +31,7   | Niemcy          |
| 11.     | 9 lutego  | 2022 | Zhangjiakou | Gundersen HS106/10 km | 25:07,7         | +1:44,6 | Vinzenz Geiger  |
| 15.     | 15 lutego | 2022 | Zhangjiakou | Gundersen HS140/10 km | 27:13,3         | +1:43,9 | Jørgen Graabak  |
| 1.      | 17 lutego | 2022 | Zhangjiakou | Sztafeta HS140/4x5 km | 50:45,1         | —       | —               |

### Mistrzostwa świata
| Miejsce | Dzień     | Rok  | Miejscowość | Konkurencja                     | Wynik zwycięzcy | Strata  | Zwycięzca          |
| ------- | --------- | ---- | ----------- | ------------------------------- | --------------- | ------- | ------------------ |
| 25.     | 24 lutego | 2017 | Lahti       | Gundersen HS100/10 km           | 26:19,6         | +1:59,7 | Johannes Rydzek    |
| 10.     | 1 marca   | 2017 | Lahti       | Gundersen HS130/10 km           | 26:41,6         | +50,6   | Johannes Rydzek    |
| 17.     | 26 lutego | 2021 | Oberstdorf  | Gundersen HS106/10 km           | 23:01,2         | +1:41,4 | Jarl Magnus Riiber |
| 8.      | 4 marca   | 2021 | Oberstdorf  | Gundersen HS137/10 km           | 23:11,1         | +2:10,5 | Johannes Lamparter |
| 2.      | 6 marca   | 2021 | Oberstdorf  | Sprint drużynowy HS137/2x7,5 km | 29:29,7         | +39,6   | Austria            |
| 17.     | 25 lutego | 2023 | Planica     | Gundersen HS102/10 km           | 24:36,3         | +1:08,4 | Jarl Magnus Riiber |
| 1.      | 1 marca   | 2023 | Planica     | Sztafeta HS138/4x5 km           | 47:20,4         | -       | -                  |
| 12.     | 4 marca   | 2023 | Planica     | Gundersen HS138/10 km           | 23:42,6         | +2:11,6 | Jarl Magnus Riiber |

### Mistrzostwa świata juniorów
| Miejsce | Dzień       | Rok  | Miejscowość | Konkurencja           | Wynik zwycięzcy | Strata  | Zwycięzca           |
| ------- | ----------- | ---- | ----------- | --------------------- | --------------- | ------- | ------------------- |
| 5.      | 22 lutego   | 2012 | Erzurum     | Gundersen HS109/10 km | 26:50,8         | +32,5   | Mattia Runggaldier  |
| 4.      | 24 lutego   | 2012 | Erzurum     | Sztafeta HS109/4x5 km | 51:16,9         | +53,2   | Austria             |
| 3.      | 25 lutego   | 2012 | Erzurum     | Sprint HS109/5 km     | 12:52,9         | +16,0   | Øystein Granbu Lien |
| 29.     | 23 stycznia | 2013 | Liberec     | Gundersen HS100/10 km | 24:51,0         | +2:56,4 | Manuel Faißt        |
| 6.      | 26 stycznia | 2013 | Liberec     | Sztafeta HS100/4x5 km | 47:46,9         | +1:58,9 | Niemcy              |

### Puchar Świata

#### Miejsca w klasyfikacji generalnej
- sezon 2012/2013: niesklasyfikowany
- sezon 2013/2014: 62.
- sezon 2014/2015: 45.
- sezon 2015/2016: 39.
- sezon 2016/2017: 15.
- sezon 2017/2018: 9.
- sezon 2018/2019: 21.
- sezon 2019/2020: 18.
- sezon 2020/2021: 16.
- sezon 2021/2022: 14.
- sezon 2022/2023: 22.
- sezon 2023/2024: 26.
- sezon 2024/2025: 27.

#### Miejsca na podium chronologicznie
| Nr | Data              | Miejscowość | Konkurencja           | Wynik zwycięzcy | Pozycja | Strata | Zwycięzca |
| -- | ----------------- | ----------- | --------------------- | --------------- | ------- | ------ | --------- |
| 1. | 24 listopada 2017 | Ruka        | Gundersen HS142/5 km  | 12:58,0         | 1.      | -      | -         |
| 2. | 3 grudnia 2017    | Lillehammer | Gundersen HS138/10 km | 26:25,1         | 1.      | -      | -         |

### Puchar Kontynentalny

#### Miejsca w klasyfikacji generalnej
- sezon 2010/2011: niesklasyfikowany
- sezon 2011/2012: 32.
- sezon 2012/2013: nie brał udziału
- sezon 2013/2014: 22.
- sezon 2014/2015: 10.
- sezon 2015/2016: 8.
- sezon 2016/2017: nie brał udziału
- sezon 2017/2018: nie brał udziału
- sezon 2018/2019: nie brał udziału
- sezon 2019/2020: nie brał udziału
- sezon 2020/2021: 4.
- sezon 2021/2022: nie brał udziału
- sezon 2022/2023: nie brał udziału
- sezon 2023/2024: nie brał udziału
- sezon 2024/2025: 9.

#### Miejsca na podium chronologicznie
| Nr  | Data             | Miejscowość | Konkurencja              | Wynik zwycięzcy | Pozycja | Strata  | Zwycięzca                  |
| --- | ---------------- | ----------- | ------------------------ | --------------- | ------- | ------- | -------------------------- |
| 1.  | 11 stycznia 2015 | Høydalsmo   | Gundersen HS94/10 km     | 26:54,6 min     | 2.      | +3,9 s  | Paul Gerstgraser           |
| 2.  | 18 stycznia 2015 | Falun       | Gundersen HS100/10 km    | 24:52,4 min     | 3.      | +3,5 s  | Truls Sønstehagen Johansen |
| 3.  | 14 lutego 2015   | Ramsau      | Gundersen HS98/10 km     | 23:16,5 min     | 3.      | +9,8 s  | Taylor Fletcher            |
| 4.  | 15 lutego 2015   | Ramsau      | Gundersen HS98/10 km     | 23:28,5 min     | 1.      | -       | -                          |
| 5.  | 9 stycznia 2016  | Høydalsmo   | Gundersen HS94/10 km     | 26:30,4 min     | 1.      | -       | -                          |
| 6.  | 12 marca 2016    | Klingenthal | Gundersen HS140/10 km    | 26:52,8 min     | 1.      | -       | -                          |
| 7.  | 13 marca 2016    | Klingenthal | Gundersen HS140/10 km    | 24:38,6 min     | 1.      | -       | -                          |
| 8.  | 15 stycznia 2021 | Klingenthal | Gundersen HS140/5 km     | 13:59,5 min     | 2.      | +21,6 s | Simen Tiller               |
| 9.  | 17 stycznia 2021 | Klingenthal | Gundersen HS140/10 km    | 27:02,5 min     | 2.      | +34,2 s | Simen Tiller               |
| 10. | 22 stycznia 2021 | Eisenerz    | Gundersen HS109/10 km    | 22:43,4 min     | 2.      | +34,7 s | Stefan Rettenegger         |
| 11. | 23 stycznia 2021 | Eisenerz    | Gundersen HS109/10 km    | 24:22,9 min     | 1.      | -       | -                          |
| 12. | 17 stycznia 2025 | Eisenerz    | Gundersen HS109/10 km    | 25:48,1 min     | 2.      | +7,2 s  | Kasper Moen Flatla         |
| 13. | 25 stycznia 2025 | Schonach    | Start masowy HS100/10 km | 112,8 pkt       | 1.      | -       | -                          |
| 14. | 26 stycznia 2025 | Schonach    | Gundersen HS100/10 km    | 24:46,4 min     | 3.      | +11,6 s | Andreas Skoglund           |

### Letnie Grand Prix

#### Miejsca w klasyfikacji generalnej
- 2016: 34.
- 2017: (13.)[7]
- 2018: (16.)[8]
- 2019: (17.)[9]
- 2021: (23.)[10]
- 2022: (43.)[11]
- 2023: (24.)[12]
- 2024: (45.)[13]

#### Miejsca na podium chronologicznie
| Nr | Data             | Miejscowość | Konkurencja           | Wynik zwycięzcy | Pozycja | Strata | Zwycięzca   |
| -- | ---------------- | ----------- | --------------------- | --------------- | ------- | ------ | ----------- |
| 1. | 30 września 2017 | Planica     | Gundersen HS139/10 km | 24:21,3         | 2.      | +0,1   | Magnus Moan |